# Steifes Barbarakraut
Das Steife Barbarakraut (Barbarea stricta), auch Steife Winterkresse genannt, ist eine Pflanzenart aus der Gattung Barbarakräuter (Barbarea) in der Familie der Kreuzblütengewächse (Brassicaceae).

## Beschreibung

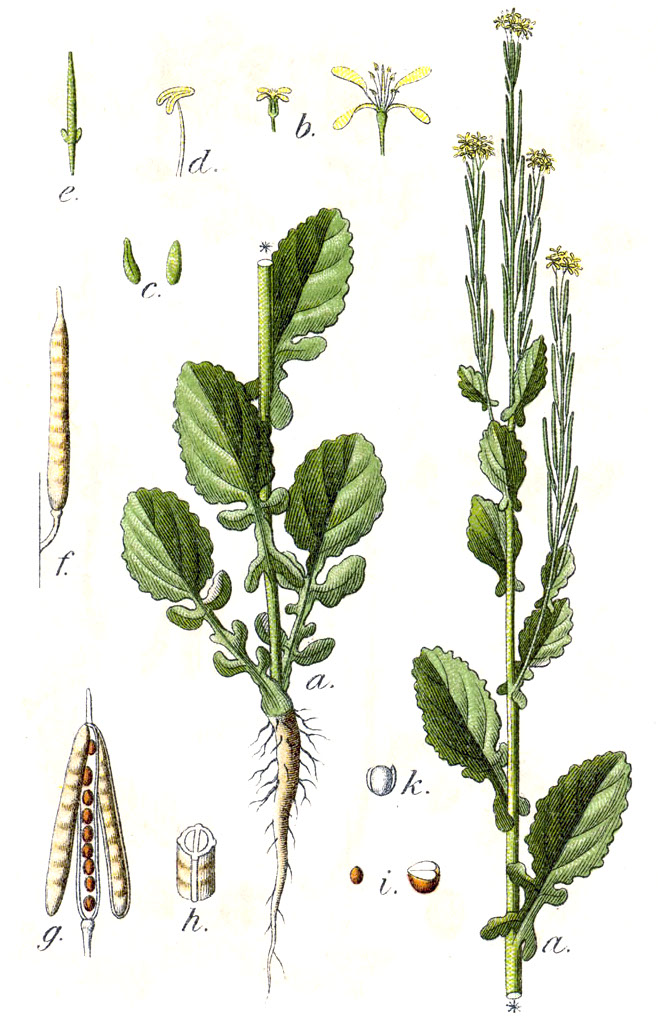
Illustration aus J. Sturms Flora von Deutschland in Abbildungen nach der Natur (2. Aufl., 6. Band, Tafel 8)

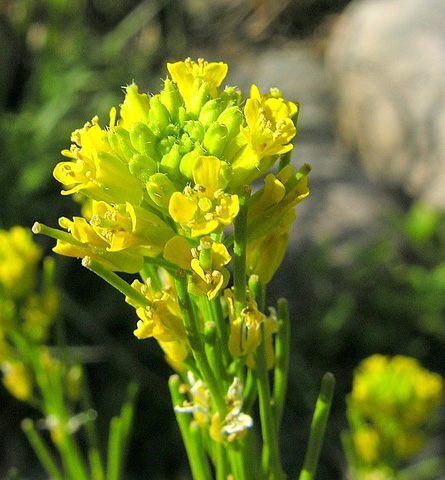
Blütenstand

### Vegetative Merkmale
Das Steife Barbarakraut ist eine zweijährige krautige Pflanze und erreicht Wuchshöhen von 50 bis 100 Zentimetern.
Die Grundblätter haben meist ein bis zwei, selten bis zu vier Paare Seitenlappen und einen eilänglichen, am Grund nie herzförmigen Endabschnitt, der länger ist als der Rest des Blattes. Die oberen Stängelblätter sind ungeteilt, lappig und gezähnt. Alle Laubblätter sind hell gelblich-grün.

### Generative Merkmale
Die Blütezeit reicht von April bis Juni. Die zwittrigen Blüten sind vierzählig. Die Spitze der Kelchblätter und die Knospen besitzen 0,3 bis 0,5 Millimeter lange Trichome. Die hellgelben Kronblätter sind 3,5 bis 6 Millimeter lang und nur wenig länger als der Kelch. Die längeren Staubblätter sind 5 Millimeter, die kürzeren 4 Millimeter lang.
Der Fruchtstand ist stark verlängert. Die Schoten stehen steil aufrecht auf dicken Stielen und sind der Sprossachse angedrückt. Der Fruchtgriffel ist 0,5 bis 1 Millimeter lang.
Die Chromosomenzahl beträgt 2n = 16.

## Vorkommen
Das Steife Barbarakraut ist ein europäisch-westasiatisches Florenelement. Sie wächst vorwiegend im Bereich der Stromtäler vom Jenissei in Sibirien bis zum Rhein nach Westen; ferner kommt sie in England und in Irland vor.
Sehr selten kommt es in Deutschland im Flachland westlich der Elbe, am Mittelrhein, am unteren und mittleren Main, am unteren Neckar sowie an Isar, Lech und der Donau (bis Passau) vor; selten findet man es im österreichischen Donauraum; zerstreut tritt es auf in Schleswig-Holstein sowie zwischen Oder und Elbe. Das Steife Barbarakraut steigt in den Bayerischen Alpen bis in Höhenlagen von 800 Metern auf.
Es besiedelt in Mitteleuropa vor allem Ufer an Gräben, Bächen und Flüssen und geht hier auch ins Ufergebüsch, seltener besiedelt es nasses, stickstoffhaltiges Ödland oder nasse Wege. Das Steife Barbarakraut gedeiht am besten auf nassen, zumindest teilweise überfluteten, nährstoff- und kalkreichen, lehmigen Böden. Das Steife Barbarakraut ist in Mitteleuropa eine Charakterart des Chaerophylletum bulbosi aus dem Verband Aegopodion podagrariae, kommt aber auch in Pflanzengesellschaften des Verbands Agropyro-Rumicion vor.
Die ökologischen Zeigerwerte nach Landolt et al. 2010 sind in der Schweiz: Feuchtezahl F = 4+w+ (nass aber stark wechselnd), Lichtzahl L = 3 (halbschattig), Reaktionszahl R = 4 (neutral bis basisch), Temperaturzahl T = 4+ (warm-kollin), Nährstoffzahl N = 4 (nährstoffreich), Kontinentalitätszahl K = 2 (subozeanisch).

## Taxonomie
Die Erstveröffentlichung von Barbarea stricta erfolgte 1822 durch Antoni Lukianovich Andrzejowski in Wilibald Swibert Joseph Gottlieb von Bessers Enumeratio Plantarum hucusque in Volhynia, Podolia, Gub. Kiovensi etc., S. 72. Das Artepitheton stricta bedeutet „steif“.